# Super Bowl XLVI
Il Super Bowl XLVI è stata la 46ª edizione del Super Bowl, la finale del campionato della National Football League. Si è disputato al Lucas Oil Stadium di Indianapolis, in Indiana il 5 febbraio 2012 fra i New England Patriots, squadra campione dell'American Football Conference, e i New York Giants, campioni della National Football Conference. La gara è stata vinta dai Giants 21-17 che hanno così vinto il loro quarto Super Bowl e Eli Manning, quarterback dei Giants è stato nominato MVP dell'incontro per la seconda volta in carriera.
Il Super Bowl XLVI è stato il primo Super Bowl ad essere giocato ad Indianapolis ed il primo Super Bowl ad essere stato disputato in uno stadio con il tetto retraibile in stagioni consecutive. Si è inoltre trattato della quarta volta che il Super Bowl è stato giocato in una città dal clima freddo, dopo Detroit che ha ospitato le edizioni XVI e XL e Minneapolis la XXVI. Il centro di Indianapolis, sede del Lucas Oil Stadium, ha anche ospitato il Super Bowl Village all'aperto ed altri programmi all'Indiana Convention Center.
Per convenzione, essendo un'edizione pari del Super Bowl, i Patriots, in quanto rappresentanti dell'AFC, hanno avuto la designazione di team casalingo. Il Super Bowl XLVI è poi stata la sesta edizione in cui le due squadre partecipanti si erano già affrontate in precedenti Super Bowl, in questo caso nel Super Bowl XLII.
Negli Stati Uniti, la gara è stata trasmessa in televisione dalla NBC nonché trasmesso in diretta online, sia su computer (tramite NBC.com) che su dispositivi mobili (tramite l'applicazione Verizon Wireless's NFL Mobile): in questo caso si è trattato della prima trasmissione legale in streaming online di un Super Bowl negli USA.

## Regular season e play-off

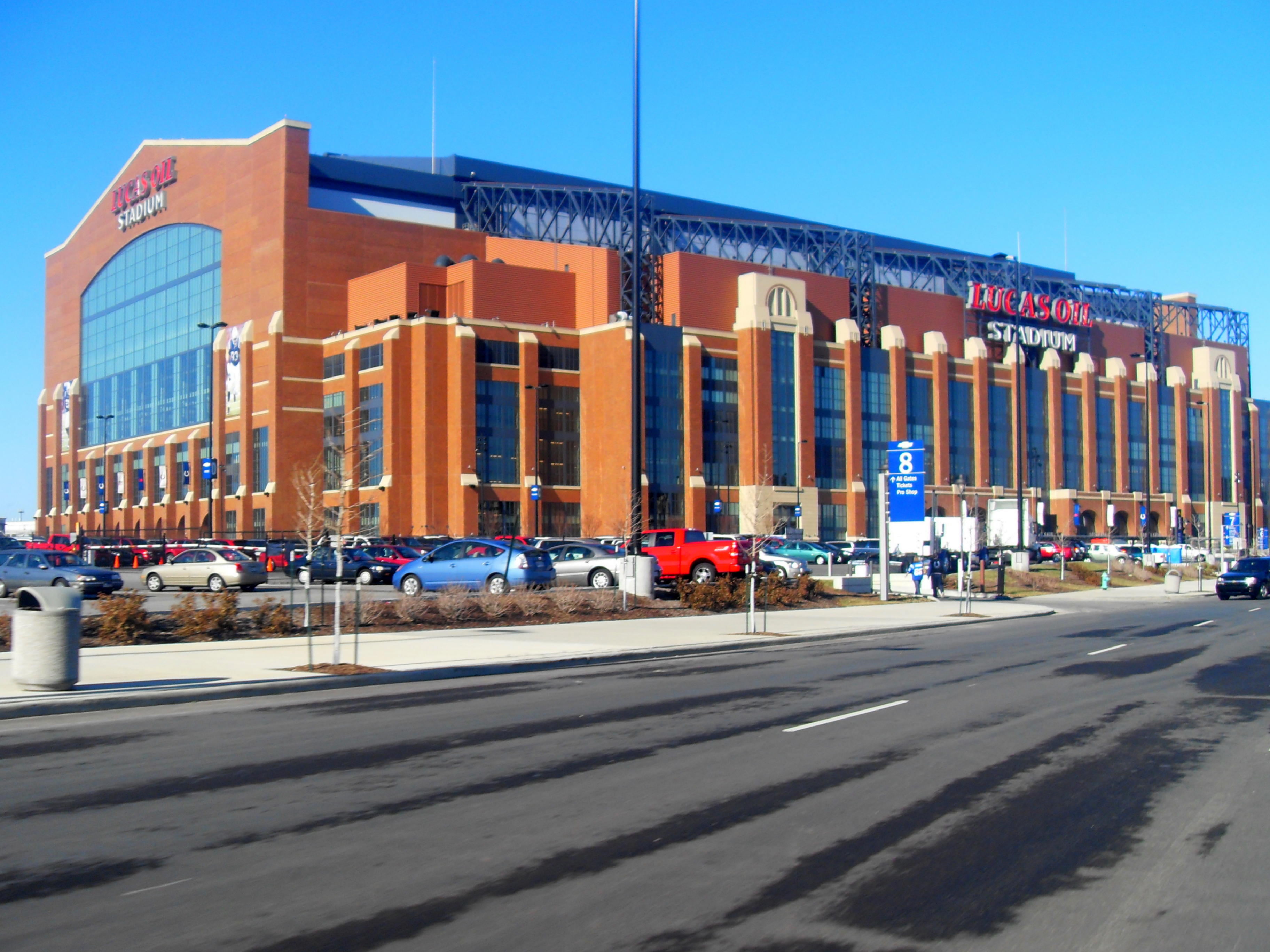
Il Lucas Oil Stadium a Indianapolis, Indiana

### Giants
Con un record di 9–7 durante la regular season, i Giants sono tornati nei playoff per la prima volta dal 2008, quando vinsero l'NFC East e finirono la stagione al quarto posto del tabellone della NFC. I Giants entrarono nella settimana 17, attesi dal match decisivo coi Cowboys,con entrambe le squadre col record di division pari di 8-7. I Giants andarono in vantaggio 21–0 alla fine del primo tempo mentre i Cowboys si riportarono sul 21–14 all'inizio del quarto quarto. I Giants alla fine vinsero 31–14, vincendo la division e centrando i playoff. Nei playoff si sono fatti strada eliminando prima i Falcons e poi i due team col miglior record della lega: prima i Green Bay Packers (che avevano un record di 15-1) 37-20 e nella finale dell'NFC i San Francisco 49ers (record di 13-3) 20-17 col field goal vincente di Lawrence Tynes nei tempi supplementari.

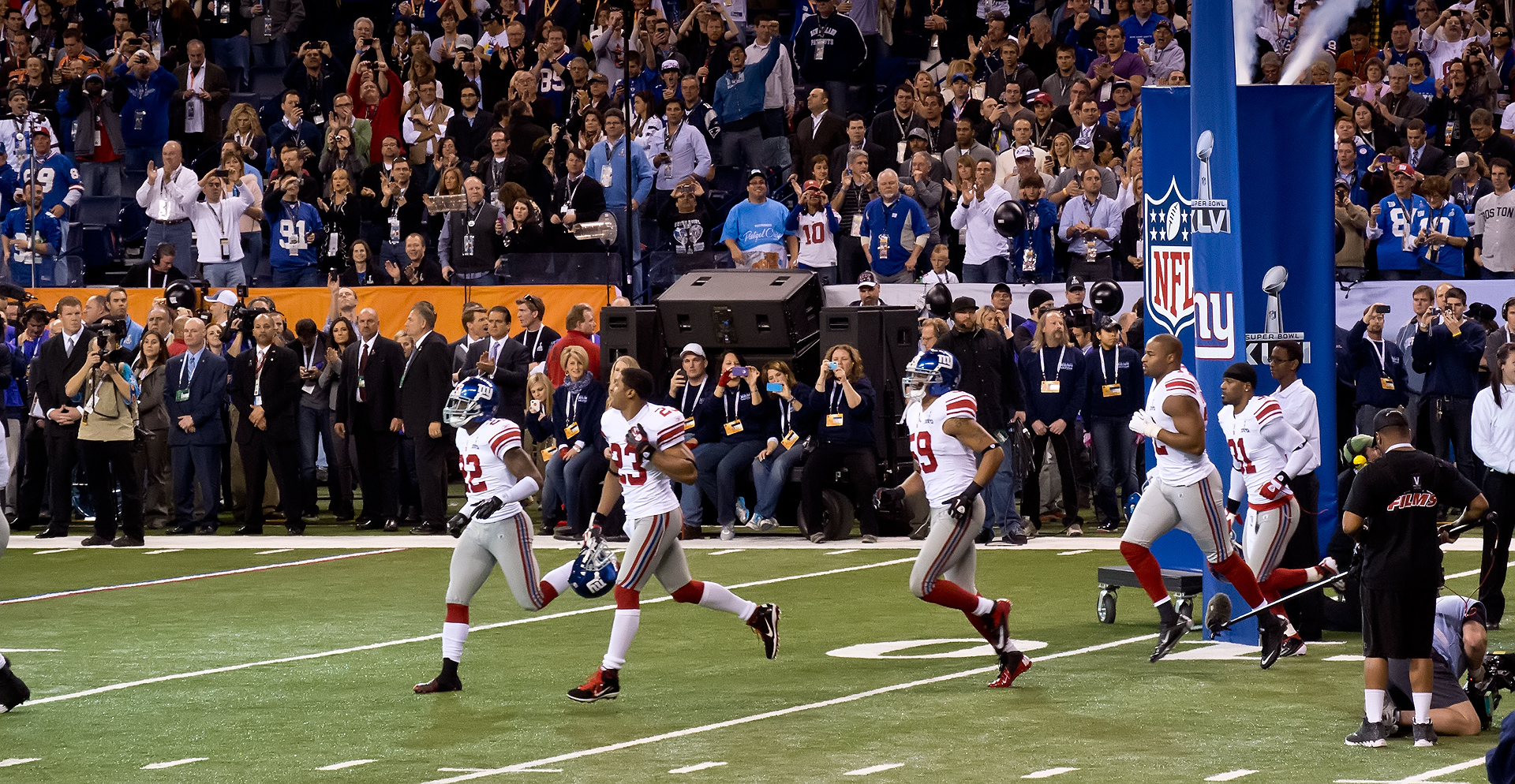
L'entrata in campo dei giocatori dei Giants.

L'attacco di New York è stato guidato dal quarterback e pro bowler Eli Manning, alla sua settima stagione come titolare della squadra. Manning ha segnato record in carriera in ogni categoria statistica nel 2011, lanciando il record di franchigia di 4.933 yard e 29 touchdown, con 16 intercetti, dandogli un 92,9 di passer rating. Il suo obiettivo preferito è stato il ricevitore Victor Cruz, con 82 passaggi per un record di franchigia di 1.536 yard (terzo nella NFL) e 9 touchdown. Tra gli altri bersagli di Manning in stagione Hakeem Nicks (76 ricezioni, 1.192 yard, 7 touchdown), Mario Manningham (39 ricezioni e 523 yard in 12 gare) ed il tight end Jake Ballard (38 ricezioni, 604 yard, 15,9 di media).
Il running back Ahmad Bradshaw è stato il leader della squadra nelle corse con 659 yard e 9 touchdown. Bradshaw si è dimostrato anche un'ottima opzione nei passaggi, ricevendone 34 per 267 yard e 2 touchdown. Anche Brandon Jacobs ha contribuito in misura notevole, correndo per 571 yard e 7 touchdown.
La linea difensiva di New York è stata guidata dai defensive end Jason Pierre-Paul e Osi Umenyiora. Pierre-Paul ha effettuato 86 tackle combinati finendo quarto nella classifica della NFL con 16,5 sacks, facendogli guadagnare l'unica convocazione per il Pro Bowl della difesa dei Giants mentre Umenyiora ha fatto registrare 9 sack e 2 fumble forzati. New York ha inoltre avuto un'eccellente linea secondaria guidata da Corey Webster, che ha intercettato un record in carriera di 6 passaggi. I defensive back Kenny Phillips e Aaron Ross hanno effettuato altri 4 intercetti a testa nella stagione.

### Patriots

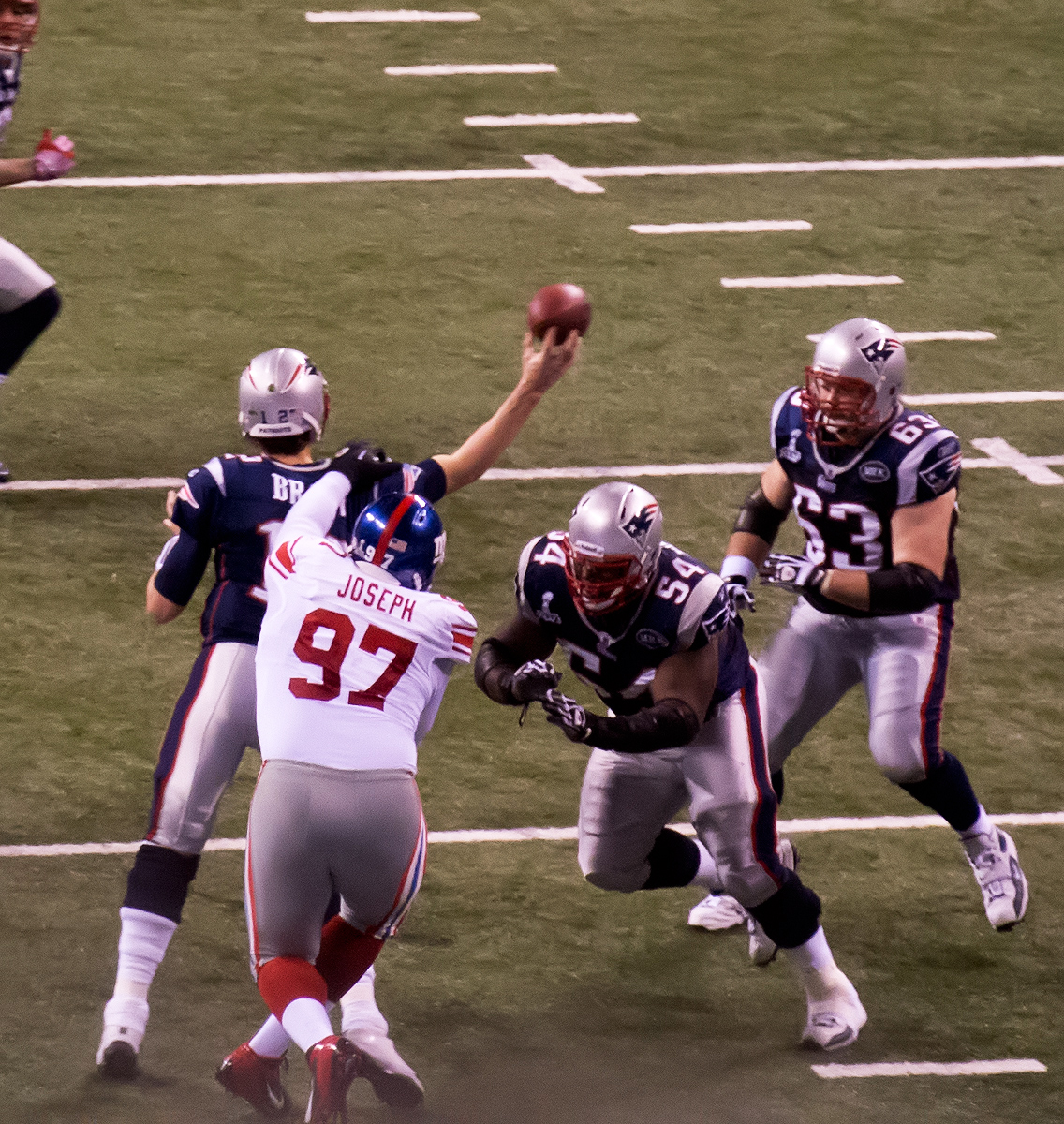
Linval Joseph e Tom Brady nel Super Bowl XLVI.

I Patriots hanno concluso la stagione regolare con un record di 13-3, vincendo la AFC East e arrivando al primo posto nel tabellone dei playoff. New England aveva perso due gare consecutive nelle settimane 8 e 9 contro i Pittsburgh Steelers e i Giants, rispettivamente, prima di vincere tutte le gare rimanenti. Nei play-off New England ha sconfitto prima i Denver Broncos e poi i Baltimore Ravens nella finale della AFC.
A guidare l'attacco dei Patriots il veterano Tom Brady che ha guadagnato la sua settima convocazione per il Pro Bowl, completando il 65,6% dei suoi passaggi per un record in carriera di 5246 yard (seconda prestazione della storia dell'NFL) e 39 passaggi da touchdown, con soli 12 intercetti subiti ed un rating di 105,6. Brady inoltre ha corso 109 yard e segnato tre touchdown su corsa. La sua arma principale nei passaggi è stato il Pro-Bowler Wes Welker, che ha guidato la NFL con 122 ricezioni (a 22 ricezioni dal secondo in classifica) per 1.569 yard e 9 touchdown. New England ha anche avuto nella stagione due dei migliori tight end della NFL, i Pro Bowler Rob Gronkowski, che ha stabilito i nuovi record di ricezioni (1.327 yard) e touchdown ricevuti (17) per un TE, ed Aaron Hernandez, che ha ricevuto 79 passaggi per 910 yard e 7 touchdown, correndo per altre 45 yard. Un altro elemento che ha dato il suo contributo nel gioco sui passaggi è stato il veterano Deion Branch, il quale ha effettuato la ricezione di 51 passaggi per 702 yard e 5 touchdown.
La linea difensiva dei Patriots ha avuto due convocati per il Pro Bowl, Vince Wilfork e Andre Carter; quest'ultimo ha ottenuto 10 sack e forzato due fumble. Il defensive end Mark Anderson ha anch'egli apportato un grande contributo, guadagnando 10 sack e forzando due fumble. Dietro di loro importante il ruolo di Rob Ninkovich come linebacker, 74 tackle messi a segno, 6,5 sack e 2 intercetti. Nella linea secondaria, il cornerback Kyle Arrington ha ottenuto ottimi risultati nella stagione: dopo aver accumulato un solo intercetto negli ultimi tre anni, ne ha infatti effettuati 7 nel 2011, guidando anche la squadra con 88 tackle.

## Formazioni titolari
| New York          | Ruolo | Ruolo | New England           |
| ----------------- | ----- | ----- | --------------------- |
| ATTACCO           |       |       |                       |
| Victor Cruz       | WR    | WR    | Wes Welker            |
| David Diehl       | LT    | LT    | Matt Light            |
| Kevin Boothe      | LG    | LG    | Logan Mankins         |
| David Baas        | C     | C     | Dan Connolly          |
| Chris Snee        | RG    | RG    | Brian Waters          |
| Kareem McKenzie   | RT    | RT    | Sebastian Vollmer     |
| Jake Ballard      | TE    | TE    | Rob Gronkowski        |
| Hakeem Nicks      | WR    | WR    | Deion Branch          |
| Eli Manning       | QB    | QB    | Tom Brady             |
| Henry Hynoski     | FB    | RB    | Benjarvus Green-Ellis |
| Ahmad Bradshaw    | RB    | RB    | Danny Woodhead        |
| DIFESA            |       |       |                       |
| Justin Tuck       | LE    | LB    | Tracy White           |
| Linval Joseph     | LDT   | DT    | Vince Wilfork         |
| Chris Canty       | RDT   | DT    | Kyle Love             |
| Jason Pierre-Paul | RE    | DL    | Brandon Deaderick     |
| Chase Blackburn   | MLB   | LB    | Rob Ninkovich         |
| Michael Boley     | WLB   | LB    | Jerod Mayo            |
| Corey Webster     | LCB   | LB    | Brandon Spikes        |
| Aaron Ross        | RCB   | LCB   | Devin McCourty        |
| Kenny Phillips    | SS    | RCB   | Kyle Arrington        |
| Antrel Rolle      | FS    | S     | James Ihedigbo        |
| Deon Grant        | S     | S     | Patrick Chung         |

Fonte:

## Leader individuali
| Giants: passaggi  | Giants: passaggi | Giants: passaggi | Giants: passaggi | Giants: passaggi |
|                   | C/ATT*           | Yds              | TD               | INT              |
| ----------------- | ---------------- | ---------------- | ---------------- | ---------------- |
| Eli Manning       | 30/40            | 296              | 1                | 0                |
| Giants: corse     |                  |                  |                  |                  |
|                   | Cara             | Yds              | TD               | LGb              |
| Ahmad Bradshaw    | 17               | 72               | 1                | 24               |
| Brandon Jacobs    | 9                | 37               | 0                | 11               |
| Giants: ricezioni |                  |                  |                  |                  |
|                   | Recc             | Yds              | TD               | LGb              |
| Hakeem Nicks      | 10               | 109              | 0                | 19               |
| Mario Manningham  | 5                | 73               | 0                | 38               |
| Bear Pascoe       | 4                | 33               | 0                | 12               |
| Victor Cruz       | 4                | 25               | 1                | 8                |
| Henry Hynoski     | 2                | 19               | 0                | 13               |

| Patriots: passaggi    | Patriots: passaggi | Patriots: passaggi | Patriots: passaggi | Patriots: passaggi |
|                       | C/ATT*             | Yds                | TD                 | INT                |
| --------------------- | ------------------ | ------------------ | ------------------ | ------------------ |
| Tom Brady             | 27/41              | 276                | 2                  | 1                  |
| Patriots: corse       |                    |                    |                    |                    |
|                       | Cara               | Yds                | TD                 | LGb                |
| BenJarvus Green-Ellis | 10                 | 44                 | 0                  | 17                 |
| Patriots ricezioni    |                    |                    |                    |                    |
|                       | Recc               | Yds                | TD                 | LGb                |
| Aaron Hernandez       | 8                  | 67                 | 1                  | 12                 |
| Wes Welker            | 7                  | 60                 | 0                  | 19                 |
| Deion Branch          | 3                  | 45                 | 0                  | 19                 |
| Danny Woodhead        | 4                  | 42                 | 1                  | 19                 |
| Rob Gronkowski        | 2                  | 26                 | 0                  | 20                 |

*Completi/Tentativi
aPortate
bGiocata più lunga
cRicezioni

## Marcatori
- 1° quarto:
safety di Tom Brady su intentional grounding nella endzone 0-2
touchdown di Victor Cruz su passaggio di 2 yard da Eli Manning (extra-point convertito) 0-9
- 2° quarto:
field goal di 29 yard di Stephen Gostkowski 3-9
touchdown di Danny Woodhead su passaggio di 4 yard da Tom Brady (extra-point convertito) 10-9.
- 3° quarto:
touchdown di Aaron Hernandez su passaggio di 12 yard da Tom Brady (extra-point convertito) 17-9
field goal di 38 yard di Lawrence Tynes 17-12
field goal di 33 yard di Lawrence Tynes 17-15.
- 4° quarto:
touchdown di Ahmad Bradshaw su passaggio di 6 yard da Eli Manning (2 punti non convertiti) 17-21.

## Spettacolo di metà gara

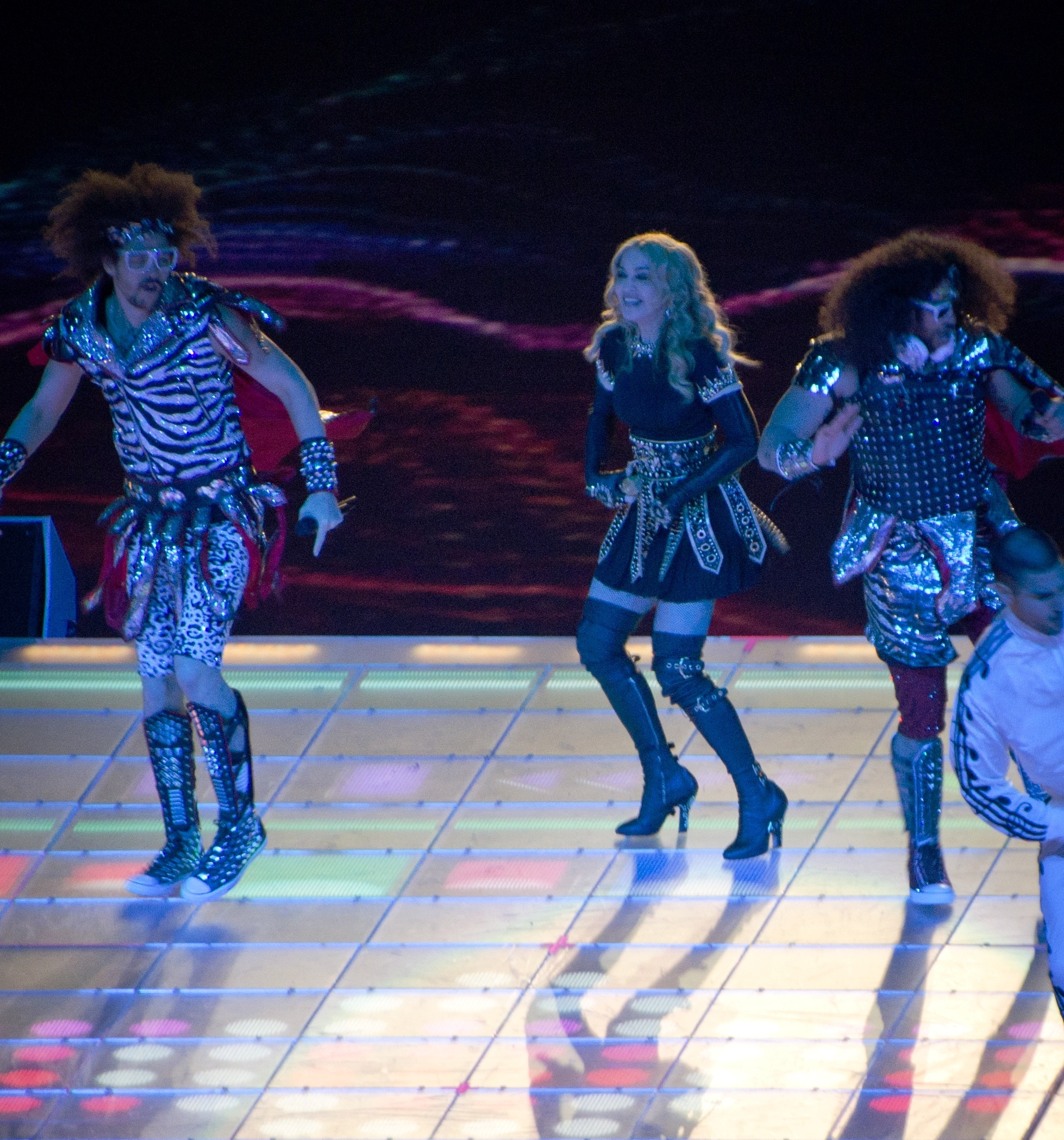
Madonna e gli LMFAO si esibiscono al Super Bowl.

Lo show durante l'intervallo fu affidato alla superstar Madonna, che fu accompagnata sul palco da una serie di ospiti: gli LMFAO, Nicki Minaj, M.I.A. e Cee Lo Green.
L'esibizione di Madonna fu l'argomento più twittato sul social network Twitter con 10.245 post al secondo. Fu inoltre l'argomento più cercato su Google durante la diretta televisiva.

### Scaletta delle canzoni
- Vogue
- Music (feat. LMFAO)  [contiene elementi di Party Rock Anthem e Sexy and I Know It]
- Give Me All Your Luvin' (feat. Nicki Minaj e M.I.A.)
- Open Your Heart / Express Yourself (feat. Cee Lo Green e bande musicali)
- Like a Prayer (feat. Cee Lo Green e coro gospel)

Fonti:

## Televisioni che hanno trasmesso l'evento
| Paese          | Canale                                      | Note                                                                                          |
| -------------- | ------------------------------------------- | --------------------------------------------------------------------------------------------- |
| Austria        | Puls 4                                      | 120.000 spettatori, 45,1% di market share                                                     |
| Australia      | ESPN, One HD, Network Ten                   |                                                                                               |
| Canada         | CTV, RDS                                    | Sostituzione simultanea di tutte le pubblicità statunitensi in accordo con la legge canadese. |
| Belgio         | Be Sport 1, Prime Sport 1                   |                                                                                               |
| Brasile        | ESPN, ESPN HD, TV Esporte Interativo        |                                                                                               |
| America Latina | ESPN, ESPN HD, Fox Sports and Fox Sports HD |                                                                                               |
| Danimarca      | TV3+, TV3+ HD                               |                                                                                               |
| Finlandia      | Nelonen Pro 1, Nelonen Pro 2                | Pro 1: commento in finlandese; Pro 2: commento in inglese                                     |
| Germania       | Sat.1, ESPN America HD, SPORT 1+            | 1,23 milioni di spettatori, 27,1% di market share                                             |
| Ungheria       | Sport 1                                     |                                                                                               |
| Italia         | Sportitalia e ESPN America HD               | Sportitalia: commento in italiano; ESPN America: commento in lingua originale                 |
| Messico        | Televisa, TV Azteca                         |                                                                                               |
| Romania        | Sport 1                                     |                                                                                               |
| Paesi Bassi    | ESPN                                        |                                                                                               |
| Norvegia       | Sport Norge, Viasat Sport HD                |                                                                                               |
| Portogallo     | SportTV                                     |                                                                                               |
| Spagna         | Canal+ 1                                    |                                                                                               |
| Stati Uniti    | NBC                                         |                                                                                               |
| Svezia         | TV10, Viasat Fotboll, Viasat Fotboll HD     |                                                                                               |
| Regno Unito    | BBC, Sky Sports                             |                                                                                               |
| Irlanda        | BBC, Sky Sports (UK channels)               |                                                                                               |
| Francia        | W9                                          |                                                                                               |
| Israele        | Channel 2 (Israele)                         |                                                                                               |
| Giappone       | NHK BS1, NTV G+                             |                                                                                               |
| Svizzera       | RSI LA 2                                    |                                                                                               |